# I en djup, oändlig skog
I en djup, oändlig skog psalmtext av Carl Olof Rosenius, tryckt i tidningen Pietisten nr 1 1849 under rubriken ”Guds barn i mörker och ljus”. Det är en allegorisk dikt som i original omfattar 28 strofer och handlar om vad rubriken anger. 
Sju av stroferna har kommit till särskilt vidsträckt användning, ofta som så kallad barnsång, men sången skrevs för Guds barn i alla åldrar (”Så, Guds barn, går ofta du / djupt i mörker, kanske nu”). Detta öde, att främst räknas som passande för barn, påminner både om hur det gått för Tryggare kan ingen vara och Gullivers resor, för att inte tala om våra folksagor och andra fantasieggande texter! Samtidigt har den berättande, naivt hållna formen gett sången en livslängd som är jämförlig med de andra exemplen ovan. 
Melodin av Oscar Ahnfelt komponerades 1850 (F-dur, 2/4).

## Publicerad som
- Nr 391 i Hemlandssånger 1891 under rubriken "Kärleken".
- Nr 27 i Svensk Söndagsskolsångbok 1929 under rubriken "Guds kärlek och omsorg".
- Nr 363 i Guds lov 1935 (där finns alla 28 strofer!), under rubriken "Erfarenheter på trons väg".
- Nr 82 i Sions Sånger 1951
- Nr 763 i Kyrkovisor för barn under rubriken "Tron".
- Nr 506 i Lova Herren 1987 (där finns 12 av stroferna), under rubriken "Guds barns tröst i kamp och prövning".
- Nr 270 i Sions Sånger 1981 under rubriken "Barn".